# Нова Україна (газета)
«Нова́ Украї́на» — щоденна харківська газета періоду нацистської окупації УРСР (1941-1944), яка видавалася в 1941—1943 роках у Харкові. Перший номер вийшов 7 грудня 1941 року. Спочатку редактором був Петро Сагайдачний, та невдовзі (офіційно з 19 квітня 1942 р.) його заступив Всеволод Царинник.
У цій газеті публіковували свої статті представники інтелігенції, такі як Аркадій Любченко, Іван Багряний, Юрій Шевельов, Юрій Бойко, Анатоль Гак.
Спочатку газета виходила з Тризубом, символом української незалежності. В березні 1942 року німці наказали прибрати Тризуб з газети.
На чотирьох (а по неділях — на шести) сторінках газети друкувалася інформація про міжнародні події, які подавалися як успіхи німецьких і союзних їм (японських, італійських, румунських) військ на всіх фронтах Другої світової війни. Чимало уваги приділялося розкриттю «звірячої сутності жидо-більшовицького режиму» на чолі зі Сталіним. Висвітлювалися і події внутрішньоукраїнського життя. Зокрема, досить багато статей було присвячено темі використання в Німеччині української робочої сили і, перш за все — «добровольців».